# Bruescelio platycephalus
Bruescelio platycephalus (лат.) — ископаемый вид перепончатокрылых наездников рода Bruescelio из семейства Scelionidae. Один из древнейших представителей паразитических перепончатокрылых. Обнаружен в раннемеловом испанском янтаре (Álava, альбский ярус, формация Escucha, около 110 млн лет).

## Описание
Мелкие перепончатокрылые наездники. Длина тела 0,9 мм, длина переднего крыла 0,61 мм. Усики 14-члениковые, булава состоит из 6 сегментов. Формула шпор голеней 1-2-2.
Вид Bruescelio platycephalus был впервые описан по останкам в янтаре в 2014 году испанским энтомологом Дж. Ортега-Бланко (Jaime Onega-Bianco, Departament d’Estra-tigrafia, Paleontologia i Geociencies Marines, Universitat de Barcelona, Барселона, Испания), канадским биологом Рианом МакКелларом (Ryan C. McKellar, Department of Earth & Atmospheric Sciences, University of Alberta, Эдмонтон, Канада), и американским палеоэнтомологом Майклом Энджелом (M. S. Engel, Division of Invertebrate Zoology, American Museum of Natural History, New York; and Division of Entomology, Paleoentomology, Natural History Museum, and Department of Ecology & Evolutionary Biology, Канзасский университет, Лоренс, Канзас, США) вместе с такими видами как Proterosceliopsis masneri, Tithonoscelio resinalis  и другими. Включён в состав отдельного монотипического рода Bruescelio, который был назван в честь американского энтомолога Чарльза Томаса Брюса (Charles T. Brues, 1879—1955), описавшего первого мелового представителя платигастроид и род Scelio.